# Николаос Хадзилазару
Николаос Йоани Хадзилазару (на гръцки: Νικόλαος Χατζηλαζάρου) е гръцки солунски общественик.

## Биография
Роден е в семейство, произхождащо от каракаменското село Граматиково (Горно Граматиково или Долно Граматиково). След разрушаването на Граматиково в 1821 година по време на Гръцкото въстание, Христос Хадзилазару се заселва в Сяр и развива всестранен бизнес, наследен от един от синовете му Йоанис Христу Хадзилазару, който става едър поземлен собственик в Сярско. Йоанис се жени за Хрисанти Иконому и с трите си деца Периклис, Еврипидис и Николаос се установяват в Солун.
Тримата синове на Йоанис създават търговското дружество „Синове на Йоанис Хадзилазару“, което управлява три големи имоти – чифлиците Латрово и Бахтияр, Валовищко и Янешево, Кукушко. Също така притежават големи жилищни недвижими имоти на улица „Егнатия“ в Солун и вблизост до пристанището.
Николаос Хадзилазару е руски гражданин и заедно с брат си Периклис и майка си Хрисанти изиграва важна роля при спасяването на отвлечената българска от Богданци Стефана, което в 1876 година довежда до убийството на френския консул Жул Мулен и на германския Хенри Абът. Николаос Хадзилазару е за кратко председател на председател на Солунското благотворително мъжко общество през 1886 г.
Умира през 1906 година.